# Исфана
Исфана (на киргизки: Исфана, на узбекски: Исфана) е град в Киргизстан, административен център на Лейлекския район на Баткенска област. Разположен е в крайната част на Югозападен Киргизстан, на около 150 км западно от областния град Баткен. Градът има население от 27 962 души (по данни от 2009 г.).

## История
Районът на Исфана е била населен още от 9 век. Селището, което впоследствие ще бъде наречено Исфана, възниква през 16 век. Смята се, че названието „Исфана“ идва от согдийската дума asbanikat, asbanikent или aspanakent, което означава „земята на коне“. В различни времена селището е попадала в различни държави, поради което културата и традициите на жителите на Исфана се отличават със своя специален колорит и оригиналност. От 1790 до 1876 г. Исфана е част от Коканското ханство. В средата на 19 век Руската империя започва своята експанзия в Средна Азия. В края на 19 век империята завладява Коканското ханство, което стана част от Руската империя през 1876 г. В началото на 20 век болшевиките провеждат национално-териториално разграничаване на народите в Средна Азия. Въпреки че Исфана е историческо узбекско селище, градът и околностите му са включени в границите на Киргизстан. Исфана претърпява значителни промени през съветския период. През 1937 г. е организиран първият селсъвет, който е преобразуван в селска администрация през 1996 г. През 2001 г. президентът Аскар Акаев издава указ, с който Исфана е обявена за град.
Исфана е административен център на Лейлекски район. През 2001 г. селата Мирза Патча, Самат, Чимген, Тайлан, Ак Булак и Голбо административно са присъединени към градската администрация на Исфана. Според данни от 2009 г. населението на Исфана и подчинените му села възлиза на 27 962 жители. Населението на град Исфана е около 18 244 души.